# جفری بازیه
جفری بازیه (انگلیسی: Joffrey Bazié؛ زادهٔ ۲۷ اکتبر ۲۰۰۳) بازیکن فوتبال اهل بورکینافاسو است.
وی همچنین در تیم‌های ملی فوتبال زیر ۲۰ سال بورکینافاسو و بورکینافاسو بازی کرده است.